# NGC 7602
NGC 7602 is een spiraalvormig sterrenstelsel in het sterrenbeeld Pegasus. Het hemelobject werd op 3 november 1864 ontdekt door de Duitse astronoom Albert Marth.

## Synoniemen
- MCG 3-59-34
- ZWG 454.34
- NPM1G +18.0588
- PGC 71019